# Enne-Talsperre
Die Enne-Talsperre (türkisch Enne Barajı) befindet sich 10 km nordwestlich der Provinzhauptstadt Kütahya in der gleichnamigen Provinz.
Die Enne-Talsperre wurde in den Jahren 1969–1972 zur Trinkwasserversorgung am Dereboğazı Çayı, einem linken Nebenfluss des Porsuk Çayı, errichtet.
Das Absperrbauwerk ist ein 24 m hoher Erdschüttdamm.  
Das Dammvolumen beträgt 570.000 m³.   
Der Stausee bedeckt bei Normalstau eine Fläche von 0,94 km². 
Der Speicherraum liegt bei 7,3 Mio. m³.